# 第36山岳軍団 (ドイツ軍)
IIIVI軍団(ドイツ語: XXXVI. Armeekorps)は、第二次世界大戦時のドイツ国防軍の部隊である。

## 概要
1939年10月に創設されたXXXVI軍団はフランス侵攻に参戦し、1940年8月にはノルウェー南部、フィンランド中部へ移動した。
1941年7月に北極狐作戦の主力部隊として、サッラを攻略し、引き続きカンダラクシャの攻略を試みたが、ソ連軍の激しい抵抗と戦力の低下、さらに冬の到来に伴い10月には作戦は打ち切られた。
1941年11月にIIIVI軍団はIIIVI山岳軍団(ドイツ語: XXXVI. Gebirgs-Armekorps)に名称を変更した。
1944年に勃発したラップランド戦争によりIIIVI山岳軍団はフィンランドからノルウェーへ撤退し、ノルウェーで終戦を迎えた。

## 司令官
|               |                |              |                            |
| 着任          | 離任           | 階級（当時） | 氏名                       |
| 1940年        | 1941年11月30日 | 騎兵大将     | ハンス・ファイゲ           |
| 1941年12月1日 | 1944年8月10日  | 歩兵大将     | カール・ヴァイセンベルガー |
| 1944年8月10日 | 1945年5月8日   | 山岳兵大将   | エミール・フォーゲル       |

## 編成

### 対フランス戦(1939.10 - 1941.6)
- 第71歩兵師団
- 第212歩兵師団

### ラップランド(1941.6 - 1945.5)
- 第169歩兵師団
- SS師団ノッド(1941/6 -1941/8)
- 第163歩兵師団(1個連隊のみ)
- フィンランド第6師団（英語版）(1941/6 - 1941/10)
- 第211装甲大隊（英語版）
- 第40装甲大隊（英語版）